# Bryan Chiu
Bryan Chiu (né le 16 août 1974 à Vancouver en Colombie-Britannique) est un joueur canadien de football canadien jouant à la position de centre pour les Alouettes de Montréal dans la Ligue canadienne de football de 1997 à 2009, il y a passé toute sa carrière. Depuis 2014, il est entraîneur de la ligne offensive chez le Rouge et Noir d'Ottawa dans la LCF.

## Biographie

### Au collège
Chiu a commencé sa carrière de football universitaire par jouer pour les Tigers du Pacifique et transféré à l'État de Washington lorsque l'université du Pacifique a abandonné son programme de football. Il a commencé tous les onze matchs qu'il a joué avec les Cougars de l'État de Washington en 1996 et obtient un diplôme en management du sport en 1997.

### Professionnel
Depuis qu'il s'est joint aux Alouettes de Montréal en 1997, Chiu s'est avéré être l'un des meilleurs centres de la Ligue canadienne de football (LCF). Il a été honoré à la fois dans la Ligue canadienne de football et dans la division Est-Star de 2000 à 2006 et a remporté le plus remarquable joueur de ligne en 2002. Chiu a aidé son équipe à remporter la 90e Coupe Grey. En 2006, il a été nommé au tableau d'honneur du top 50 des joueurs de la Ligue canadienne de football.
Le 6 juin 2010 à l'ouverture du Camp d'entraînement de la Ligue canadienne de football, Chiu annonce sa retraite après treize saisons avec les Alouettes de Montréal, via son compte Twitter.
Le 12 juin 2025, la Ligue canadienne de football annonce que Chiu est l'un des sept nouveaux membres du temple de la renommée du football canadien.

### Entraîneur
Le 22 juin 2010, il rejoint l'équipe d'entraîneurs des Stingers de Concordia de la Ligue de football universitaire du Québec en tant qu'assistant coordonnateur offensif et entraîneur de la ligne offensive. En 2014 il est nommé entraîneur de la ligne offensive des Argonauts de Toronto, puis en décembre 2014 se joint au Rouge et Noir d'Ottawa dans les mêmes fonctions.

## Honneurs
- Joueur de ligne offensive par excellence de la LCF : 2002[5]
- Trophée Léo-Dandurand (meilleur joueur de ligne offensive de la division Est) : 2002
- Équipe d'étoiles de la LCF : 2000, 2001, 2002, 2003, 2004, 2005, 2008.